# Příšovice
Příšovice – gmina w Czechach, w powiecie Liberec, w kraju libereckim. Według danych z dnia 1 stycznia 2014 liczyła 1366 mieszkańców.
W miejscowości jest stacja kolejowa Příšovice.